# Bácsbokod
Bácsbokod é uma vila da Hungria, situada no condado de Bács-Kiskun. Tem 63,93 km² de área e sua população em 2019 foi estimada em 2.459 habitantes.